# تاگبیلاران
تاگبیلاران Tagbilaran شهری است در کشور فیلیپین. این شهر در شرق این کشور قرار گرفته و مرکز استان بُهُل است. جمعیت آن بالغ بر نود و دو هزار نفر است. این شهر را شهر دوستی نامیده‌اند.